# Noblesse noire
L'expression noblesse noire, en italien Nobiltà nera, désigne une fraction de la noblesse italienne qui se rangea au côté du pape Pie IX lorsque les troupes du roi Victor-Emmanuel II s'emparèrent de Rome en 1870 et mirent un terme à l'indépendance des États pontificaux.

## Contexte historique

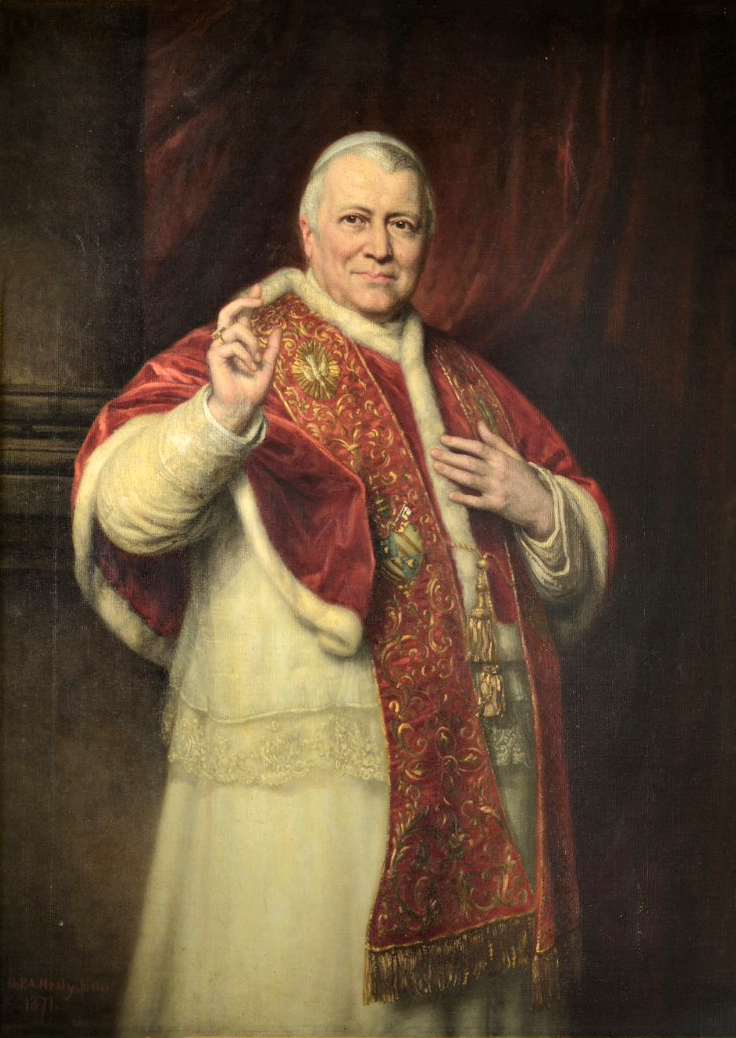
Le pape Pie IX

Quand s'effectua l'unification italienne, les troupes du roi Victor-Emmanuel II de Savoie entrèrent dans Rome en septembre 1870, investirent le palais du Quirinal, résidence de la papauté, et s'emparèrent du palais apostolique du Vatican. Ainsi prenaient fin, de facto, les États pontificaux. Lors du plébiscite du 2 octobre 1870, les populations de Rome et du Latium acceptèrent leur annexion au nouvel État italien.
Le pape Pie IX s'opposa à cette annexion. Pour signifier qu'il ne reconnaissait pas la légitimité de l'État italien, il s'enferma dans son palais du Vatican et s'en déclara « prisonnier ». Par solidarité avec le souverain pontife, une partie de l'aristocratie locale choisit à son tour de refuser allégeance au royaume d'Italie. Les familles concernées fermèrent alors les portes de leurs demeures en signe de deuil, de même qu'en 1875, lors du jubilé de l'Année sainte, Pie IX maintint fermées les portes des quatre basiliques majeures de Rome, toujours en signe de protestation.
Avant 1870, la plupart de ces familles, surnommées la « noblesse noire », possédaient des charges honorifiques et héréditaires auprès du Saint-Siège. Elles tenaient du pape leurs titres et privilèges, qu'il s'agît de chambellans privés ou de gentilshommes de la Garde palatine.

## Évolution

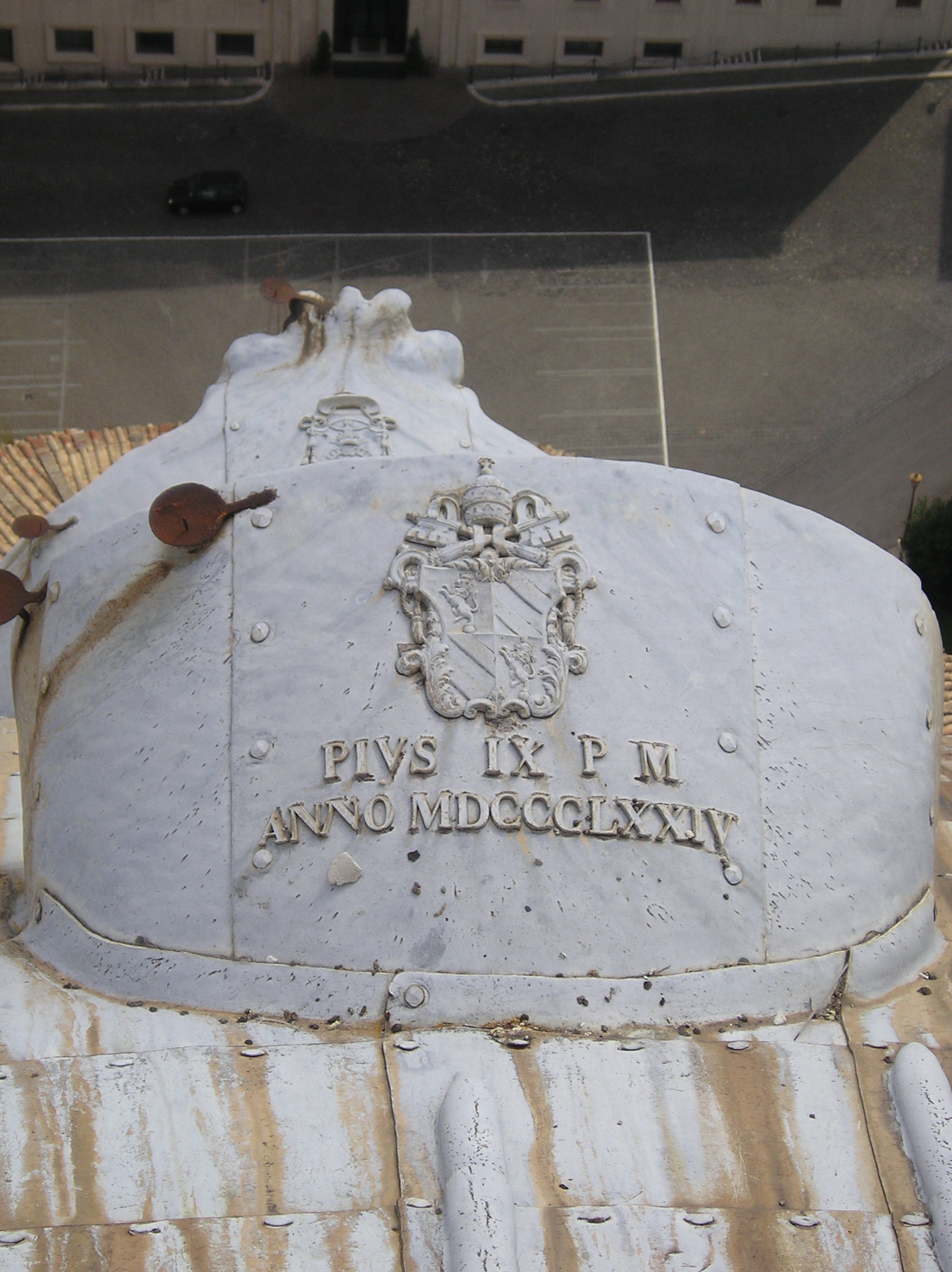
Armoiries de Pie IX

La réclusion volontaire des papes dans l'enceinte du Vatican dura 59 ans, tout comme la fermeture des portes des palais concernés. Ce statu quo persista de 1870 à 1929, date des accords du Latran, aux termes desquels fut créé l'État du Vatican.
Après la conclusion de ces accords, les familles de la noblesse noire obtinrent une double citoyenneté : elles relevaient désormais de l'État italien et de l'État du Vatican. En témoignage de gratitude envers leur loyauté, le pape Pie XI octroya à la noblesse noire l'autorisation de faire partie de la Garde noble, jusqu'alors réservée aux familles originaires des anciens États pontificaux. En 1931, Pie XI refusa d'accéder à la requête du roi d'Espagne Alphonse XIII, qui aurait souhaité voir s'ouvrir la Garde noble aux différentes familles de l'aristocratie européenne.
Parmi la noblesse noire, on peut citer la famille Massimo mais également celle d'Eugenio Pacelli, futur Pie XII.

## Épilogue
Le 14 septembre 1970, après plusieurs signaux en ce sens donnés à la noblesse noire, le pape Paul VI écrivit au cardinal Jean-Marie Villot, secrétaire d'État, une lettre officielle par laquelle il abolissait l'ensemble des corps d'armée du Vatican, à l'exception de la Garde suisse. Dès lors, la disparition de l'ultime bastion de la noblesse noire entraîna la fin de ses derniers privilèges - plaques d'immatriculation, statut juridique particulier ou titres honorifiques.
En mai 1977, une partie de la noblesse noire, conduite par la princesse Elvina Pallavicini, se rallia à l'évêque traditionaliste Mgr Marcel Lefebvre.[réf. nécessaire]